# Aleš Šabeder
Aleš Šabeder (ur. 4 marca 1970) – słoweński menedżer i polityk, w latach 2019–2020 minister zdrowia.

## Życiorys
Pochodzi z Ptuja. Ukończył studia na wydziale ekonomiczno-biznesowym Uniwersytetu Mariborskiego, kształcił się też na Uniwersytecie Lublańskim. Zawodowo pracował jako menedżer, zajmował stanowiska kierownicze m.in. w spółce Semenarna Ljubljana z branży nasienniczej, sieci sklepów Mercator, spółce paliwowej Petrol oraz słoweńskim oddziale Robert Bosch GmbH. Na początku 2018 powołany na stanowisko dyrektora generalnego Uniwersyteckiego Centrum Klinicznego w Lublanie; wcześniej nie działał w branży zdrowotnej.
8 marca 2019 objął stanowisko ministra zdrowia w rządzie Marjana Šarca (z rekomendacji partii premiera). Zakończył pełnienie funkcji 13 marca 2020 wraz z całym gabinetem. Był później m.in. doradcą ministra zdrowia oraz dyrektorem urzędu do spraw kontroli, jakości i inwestycji w służbie zdrowia. Został również przewodniczącym rady instytutu onkologii w Lublanie.